# Новопавловское (Черниговская область)
Новопавловское (укр. Новопавлівське) — бывшее село в Новгород-Северском районе Черниговской области Украины. Село было подчинено Будо-Воробьёвскому сельсовету.

## История
По состоянию на 1988 год население — 10 человек. Решением Черниговского областного совета от 08.08.1995 года село снято с учёта, в связи с переселением жителей.

## География
Было расположено в 0,4 км юго-восточнее государственной границы Украины с Россией — между рекой Вара и притоками Веприк и Бучка — северо-восточнее села Красный Хутор. Было две параллельно расположенные улицы, соединённые между собой третьей. Без сплошной усадебной застройки. Южнее расположено кладбище.